# Пантетин
Пантети́н (бис-пантетин или кофермент пантетин) представляет собой димерную форму пантетеина, которая образуется из пантотеновой кислоты (витамина В5) путем добавления цистеамина. Пантетин был обнаружен Джином Брауном. Пантетин представляет собой две молекулы пантетеина, связанные дисульфидным мостиком. Пантетеин является промежуточным звеном в синтезе кофермента А в организме. Большинство добавок с витамином B5 выпускаются в форме пантотената кальция, соли пантотеновой кислоты, в дозах от 5 до 10 мг/день. Напротив, пантетин продается в качестве пищевой добавки для снижения уровня холестерина и триглицеридов в крови в дозах от 500 до 1200 мг/день.

## Диетическая добавка
Пантетин доступен в США в качестве пищевой добавки из-за доказательств его способности снижать повышенный уровень холестерина ЛПНП и триглицеридов и повышать уровень холестерина ЛПВП. В многочисленных клинических испытаниях пациентов с повышенным уровнем холестерина и триглицеридов общий холестерин и холестерин ЛПНП снижались в среднем на 12 %, триглицериды снижались на 19 %, а холестерин ЛПВП повышались на 9 % в клинических испытаниях при ежедневном приеме от 600 до 1200 мг/день.

## Физиологические эффекты
Хотя пантетин может служить предшественником для образования витамина B5, а потребление терапевтических количеств пантетина приводит к повышению концентрации витамина B5 в кровотоке, считается, что это не механизм действия. Потребность в витамине B5 составляет порядка 5 мг/день. Высокие дозы витамина B5 не вызывают изменений липидов, наблюдаемых при приеме пантетина. Для пантетина предложены два механизма действия. В первом пантетин служит предшественником для синтеза кофермента А. КоА участвует в переносе ацетильных групп, в некоторых случаях для присоединения к белкам, тесно связанным с активирующими и деактивирующими генами. Согласно этой теории либо подавляются гены, ответственные за синтез холестерина и триглицеридов, либо включаются гены, управляющие катаболизмом соединений. Во второй теории пантетин превращается в две молекулы пантеина, которые, в свою очередь, метаболизируются с образованием двух молекул пантотеновой кислоты и двух молекул цистеамина. Предполагается, что цистеамин связывается и, таким образом, инактивирует серосодержащие аминокислоты в ферментах печени, участвующих в производстве холестерина и триглицеридов. Известно, что высокие дозы родственного витамина — пантотеновой кислоты — не влияют на липиды.

## Использованная литература
1. ↑  Efficacy and tolerability of coenzyme A vs pantethine for the treatment of patients with hyperlipidemia: A randomized, double-blind, multicenter study. Journal of Clinical Lipidology. 9 (5): 692–7. 2015. doi:10.1016/j.jacl.2015.07.003. PMID 26350816.
2. ↑  Pantethine. Monograph. Altern Med Rev. 15 (3): 279–82. September 2010. PMID 21155629.
3. ↑  Treatment of hyperlipoproteinemia with pantethine: a review and analysis of efficacy and tolerability. Nutrition Research. 25 (4): 319–33. April 2005. doi:10.1016/j.nutres.2004.12.009.
4. ↑  Pantethine, a derivative of vitamin B(5) used as a nutritional supplement, favorably alters low-density lipoprotein cholesterol metabolism in low- to moderate-cardiovascular risk North American subjects: a triple-blinded placebo and diet-controlled investigation. Nutrition Research. 31 (8): 608–15. August 2011. doi:10.1016/j.nutres.2011.08.001. PMID 21925346.
5. ↑  Pantethine, a derivative of vitamin B5, favorably alters total, LDL and non-HDL cholesterol in low to moderate cardiovascular risk subjects eligible for statin therapy: a triple-blinded placebo and diet-controlled investigation. Vascular Health and Risk Management. 10: 89–100. 2014. doi:10.2147/VHRM.S57116. PMID 24600231.{{cite journal}}:  Википедия:Обслуживание CS1 (не помеченный открытым DOI) (ссылка)
6. ↑  McCarty MF (2001). Inhibition of acetyl-CoA carboxylase by cystamine may mediate the hypotriglyceridemic activity of pantethine. Medical Hypotheses. 56 (3): 314–317. doi:10.1054/mehy.2000.1155. PMID 11359352.
7. ↑  Pantethine. Monograph. Altern Med Rev. 15 (3): 279–82. September 2010. PMID 21155629.«Pantethine. Monograph». Altern Med Rev. 15 (3): 279-82. September 2010. PMID 21155629.